# Анжервиль (Нижняя Нормандии)
Анжерви́ль (фр. Angerville) — коммуна во Франции, находится в регионе Нижняя Нормандия. Департамент коммуны — Кальвадос. Входит в состав кантона Дозюле. Округ коммуны — Лизьё.
Код INSEE коммуны — 14012.

## Население
Население коммуны на 2010 год составляло 143 человека.
| 1962 | 1968 | 1975 | 1982 | 1990 | 1999 | 2010 |
| ---- | ---- | ---- | ---- | ---- | ---- | ---- |
| 122  | 114  | 102  | 104  | 115  | 123  | 143  |

## Экономика
В 2010 году среди 92 человек трудоспособного возраста (15—64 лет) 70 были экономически активными, 22 — неактивными (показатель активности — 76,1 %, в 1999 году было 68,8 %). Из 70 активных жителей работали 66 человек (35 мужчин и 31 женщина), безработных было 4 (2 мужчин и 2 женщины). Среди 22 неактивных 6 человек были учениками или студентами, 8 — пенсионерами, 8 были неактивными по другим причинам.